# Jean-Vincent Verdonnet
Jean-Vincent Verdonnet, né le 19 avril 1923 à Bossey en Haute-Savoie et décédé le 16 septembre 2013 à Vétraz-Monthoux, est un poète français.

## Son œuvre
Il est proche de l’École de Rochefort. Il se réfère à la nature, miroir de l’être humain, et crée un lien entre soi et les choses
Il a reçu de nombreuses distinctions littéraires dont 
- le prix Archon-Despérouses 1974 de l’Académie française[3]
- le prix Guillaume-Apollinaire 1985
- le prix Paul Verlaine 1995 de l’Académie française
- le prix des Gens de lettres
- Le Grand Prix du Mont-Saint-Michel

## Œuvres
- Attente du jour, Les Cahiers du Nouvel Humanisme (1951)
- Noël avec les morts réconciliés, Cahiers de Rochefort (1952)
- Album d'avril, Hautebise (1966)
- Le Temps de vivre, Club du poème (1967)
- Lanterne sourde, Formes et Langages (1971)
- Cairn, Formes et Langages (1972)
- L'Écorce écrit son testament, Formes et Langages (1974)
- S'il neige dans ta voix, Saint-Germain-des-Prés (1974)
- Arc-en-ciel, Henry Fagne (Belgique) (1976)
- D'Ailleurs, Saint-Germain-des-Prés (1976)
- Pénombre mûre, Rougerie (1977)
- La Faille où la mémoire hiverne, Saint-Germain-des-Prés (1979)
- Pour tout viatique, Verticales 12 (1979)
- Au temps profils furtifs, Rougerie (1980)
- Espère et tremble, Rougerie (1981)
- Ce qui demeure, Rougerie (1984)
- La Quête inachevée, pour une approche de Gustave Roud, Éditions des Voirons (1984)
- Poèmes-missives, Guilde du Poème (1984)
- Fugitif éclat de l'être, Rougerie (1987)
- Dans l'intervalle, L'Arbre à paroles (1990)
- À chaque pas prenant congé, Rougerie (1992)
- Où s'anime une trace (tome I), Rougerie (1994)
- Copeaux, éditions Voix d'encre, (1995)
- À l'espère tu me rejoins, Rougerie (1995)
- Où s'anime une trace (tome II), Rougerie (1996)
- Où s'anime une trace (tome III), Rougerie (1997)
- Où s'anime une trace (tome IV), Rougerie (1999)
- D'un temps soucieux d'éternité, dessins de Yves Mairot, éditions Voix d'encre, (2001)
- Ce battement de la parole, Rougerie (2002)
- Droit d'asile, calligraphies d'Henri Renoux, éditions Voix d'encre, (2003)
- Ombre aux doigts de sourcier, illustrations Claire Nicole, éditions Voix d'encre, (2005)
- Jours déchaux, Rougerie (2006)
- Mots en maraude, illustrations Marie-Claire Enevoldsen-Bussat, éditions Voix d'encre, (2008)
- Jean-Vincent Verdonnet, l'art de vivre en poésie. Conférence de Marie-Claire Enevoldsen-Bussat suivie de poèmes inédits de Jean-Vincent Verdonnet, Éditions Le Tour, 2009.

## Distinctions
- 1974 : Prix Archon-Despérouses pour Lanterne sourde[3]
- 1985 : Prix Guillaume Apollinaire
- Commandeur de l'ordre des Arts et des Lettres Il est fait commandeur le 30 mai 1996[4].